# Damir Kalapač
Damir Kalapač (Zadar, 18. kolovoza 1963.), hrvatski je bivši nogometaš.

## Igračka karijera
Igrao je u Zadru, pa za njemački 1860 München. Vratio se u Hrvatsku godinu pred osamostaljenje. Igrao je jednu sezonu za Mladost iz Petrinje, u sezoni kad je snažna Mladost hvatala plasman u Drugu saveznu ligu. Nakon toga igra za Zagreb tri godine, nakon čega je karijeru zaključio u Segesti.

## Reprezentativna karijera
Odigrao je jednu utakmicu za hrvatsku nogometnu reprezentaciju. To je bilo 19. lipnja 1991. godine u Murskoj Soboti, u utakmici protiv Slovenije, nekoliko dana prije nego što je Hrvatska proglasila razdruženje od SFRJ. Kalapač je ušao u drugom poluvremenu, zamijenivši 10 minuta prije kraja Mladena Mladenovića.. Hrvatsku je vodio Dražan Jerković, a igrali su još Dražen Ladić, Zoran Vulić, Željko Vuković, Darko Dražić, Željko Župetić, Slavko Ištvanić, Srećko Bogdan, Nikola Jurčević, Fabijan Komljenović, Ivan Cvjetković, Ivo Šeparović, Zvonimir Boban, Aljoša Asanović i Dražen Biškup.

## Zanimljivosti
Damir Kalapač pojavio se i u igranom filmu. U hrvatskom igranom filmu iz 2001. Ajmo žuti! igra ulogu sudca.

## Vanjske poveznice
- Damir Kalapač, Hrvatski nogometni savez
- Statistike hrvatskog nogometa
- Sportnet  Arhivirana inačica izvorne stranice od 12. travnja 2015. (Wayback Machine)
- Damir Kalapač, National-Football-Teams.com‎ (engl.)
- Damir Kalapač na FootballDatabase (engl.)
- Damir Kalapač u internetskoj bazi filmova IMDb-u (engl.)